# Laboratório Farmacêutico do Estado de Pernambuco
O Laboratório Farmacêutico do Estado de Pernambuco Governador Miguel Arraes (LAFEPE) é uma empresa de manipulação e produção de medicamentos controlada pelo Governo do Estado de Pernambuco. É organizada na forma de sociedade de economia mista de capital fechado e tem sede em Recife, Pernambuco. O laboratório foi fundada em 1965 com o objetivo de produzir remédios de qualidade por baixo custo para o governo estadual.
O LAFEPE é o segundo maior laboratório público do Brasil, sendo responsável pela produção de medicamentos para doenças negligenciadas como a doença de chagas. Além da produção do benznidazol (para tratar a doença de chagas), destacam-se a produção de antipsicóticos e antirretrovirais.
Em 2015 a empresa teve faturamento e lucro de, respectivamente, R$ 442,16 milhões e R$ 7,06 milhões.